# Aïn Oussera
 (décembre 2011).
Si vous disposez d'ouvrages ou d'articles de référence ou si vous connaissez des sites web de qualité traitant du thème abordé ici, merci de compléter l'article en donnant les références utiles à sa vérifiabilité et en les liant à la section « Notes et références ».
Aïn Oussera anciennement Paul Cazelles, est une ville d'Algérie de plus de 100 000 habitants, située dans la wilaya de Djelfa.

## Géographie
La ville de Aïn Oussera se trouve dans la limite nord de la zone des hauts-plateaux, à une altitude moyenne de 700 mètres. La topographie de la ville est globalement plate.

### Situation
Elle est située à 200 km au sud d'Alger et 88 km au nord de Djelfa, 155 km à l'est de Tiaret et 120 km à l'ouest de Bousaada et de 130 km au sud de Médéa
| Boughezoul (Médéa) | M'Fatha (Médéa) | Saneg (Médéa) |
| El Khemis          | Aïn Oussera     | Benhar        |
| Guernini           |                 | Bouira Lahdab |

### Relief, géologie, hydrographie
Son relief est globalement plat. Elle a connu ces dernières années une augmentation spectaculaire en nombre d'habitants . Au sud on trouve la vaste plaine fertile de Boucedraïa, connue aussi sous le nom de la plaine de Sersou.
La ville est traversée par le Oued de Boucedraïa
Elle jouit d'un climat continental, froid et assez humide en hiver, très chaud et sec en été. La ville est balayée épisodiquement par des tempêtes de sable, notamment lors des épisodes de sécheresse. La saison du printemps y est très courte. Le niveau des précipitations est très capricieux, si bien qu'il peut varier du simple au double d'une année à l'autre (240 mm).

### Transports

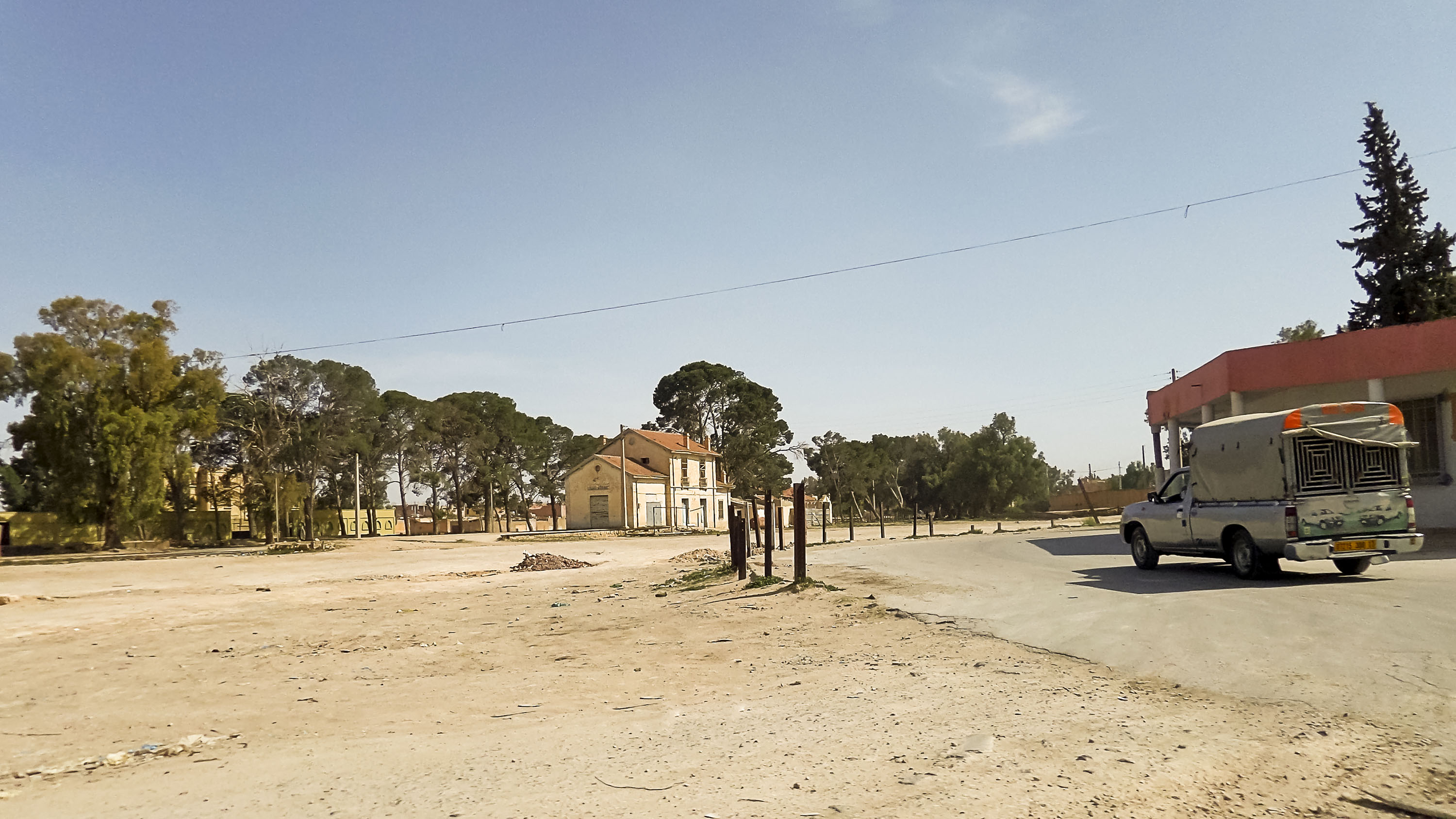
La gare de Aïn Oussera

Ain oussera, jouit d'une position à mi-chemin entre l'Est et l'Ouest et est traversée par la Route Nationale 1 (transsaharienne), qui relie Alger à Tamanrasset. Une rocade d’évitement de la ville a été construite à l'ouest.
Le chemin de fer de Chiffa (Blida) à Djelfa s'arrêta à Aïn Oussera après l'ouverture de la ligne qui eut lieu avant 1921. La ligne fut abandonnée après 1932,.

## Histoire

### Époque coloniale française
À l'arrivée des Français, Aïn Oussera est une source d'eau sur la route de Laghouat ; en 1853, l'armée française y construit un caravansérail. Jusqu'en 1870 la région dépend du territoire militaire de Boghari. En 1905, le village est rattaché à la commune mixte de Chellala-Reibell. 1916 marque l'arrivée du chemin de fer.
En 1935, le village est renommé Paul-Cazelles du nom du conseiller général de Boghari de 1901 à 1931. En 1951 a lieu l’ouverture de l'aérodrome. En 1956 le village devient simultanément une commune et une sous-préfecture du département de Médéa.

### Époque contemporaine
En 1963, après l’indépendance de l'Algérie, le village reprend le nom d’Aïn Oussera.

## Démographie
La ville de Ain Oussera est la deuxième plus grande ville du département de Djelfa. Elle compte plus de 142 839 habitants selon le dernier recensement de 2008.
Ses habitants, les Rahmani, sont encore majoritaires parmi la population de la ville. Et depuis les années 1980, Ain Oussera a connu l'arrivée massive de personnes venues d'horizons divers, de l'Algérois de l'Est de l'Ouest algérien et des villes intérieures proches telles que Ksar Chellala, Sidi Ladjel, Birine et Ksar el Boukhari.
| 1936   | 1987   | 1998   | 2008    |
| ------ | ------ | ------ | ------- |
| 13 300 | 46 695 | 82 597 | 101 239 |

## Économie
Les activités économiques se rapportent essentiellement à l'élevage ovin, l'agriculture dans la plaine du Sersou toute proche, les activités du tertiaire et le petit commerce.
À la sortie sud de la ville, se trouve une vaste zone d'activités ou se sont implantées quelques industries de transformation : une minoterie, une usine de polystyrène, une verrerie, et une fabrique de boissons Badr très répandues dans la ville et ses environs, ainsi qu'une fabrique de tuyauteries, une laiterie et une grande usine d'habillement.

## Équipements
La commune abrite d'importantes installations militaires, une base aérienne à 8 km au nord de la ville. Le Centre de recherches nucléaires de Birine (CRNB) se trouve précisément sur le territoire de la commune de Birine à une trentaine de kilomètres d'Aïn Oussera.

## Personnalités liées à la commune
- Cherif Rahmani, homme politiqué, né en 1945
- Said Ait Messaoudene, natif de Bouirat Lahdeb, né le 25 juillet 1933 à Zimzach, le primaire à Bouiret Lahdeb , Ain Oussera, premier  pilote de chasse  algérien, ayant fait un cursus militaire  avec une formation de haut niveau , major de promotion 1955, Salon de Provence et premier chef des forces armées aériennes algériennes.

## Sources, notes et références
- http://telemly.pagesperso-orange.fr/boghar/paulc/histoire.htm
- « Geographie de l'afrique du nord,le titteri des francais,les localites,paul-cazel… », sur alger-roi.fr (consulté le 21 décembre 2023)

1. ↑  « Décret executif n° 91-306 du 24 août 1991 fixant la liste des communes animées par chaque chef de daïra. 17 - Wilaya de Djelfa », Journal officiel de la République Algérienne, 4 septembre 1991 (consulté le 11 mars 2020), p. 1303
2. ↑  « Wilaya de Djelfa : répartition de la population résidente des ménages ordinaires et collectifs, selon la commune de résidence et la dispersion ». Données du recensement général de la population et de l'habitat de 2008 sur le site de l'ONS.
3. ↑  Chemin de fer à Djelfa
4. ↑  Des michelines y ont roulé, donc au moins après 1932.